# Доброджану-Геря, Константин
Константи́н Доброджа́ну-Ге́ря (рум. Constantin Dobrogeanu-Gherea, настоящее имя — Соломо́н Кац, 21 мая 1855, Славянка, Харьковская губерния, — 7 мая 1920, Бухарест) — румынский социолог, автор работ по эстетике, литературный критик. Один из основателей Социал-демократической партии рабочих Румынии. Отец Александру Доброджану-Геря.

## Биография

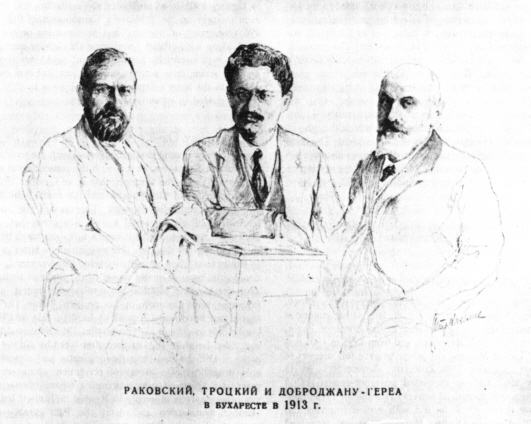
Л. Троцкий (в центре) с Х. Раковским (слева) и К. Доброджану-Геря в Бухаресте (1913)

Учился в Харьковском университете, где включился в политическую деятельность (народник). Преследовался царской охранкой, переселился в Яссы (1875). Во время русско-турецкой войны (1877–78) был схвачен русской полицией в Плоешти и сослан в Мезень. В 1879 г. бежал из ссылки в Норвегию, вернулся в Румынию, где принял христианство и жил под фамилией Доброджану. 
Занимался предпринимательской деятельностью в Плоешти. Встречался с Л.Троцким и Х.Раковским. Дружил и переписывался с Караджале, сопоставлял его романы с творчеством Достоевского.
Сын — Доброджану-Геря, Александру.

## Научная деятельность
Как социолог занимался аграрными вопросами и проблемой антисемитизма, активно нараставшего в Румынии и сопредельных странах. Его главный социологический труд — Новое рабство: экономико-социологические исследования нашей аграрной проблемы (1910). Сближаясь с марксизмом, развивал идеи народничества. В эстетике и литературной критике был близок к Титу Майореску, вместе с тем призывал быть внимательным к социальным аспектам искусства.